# Lac de Capitello
Le lac de Capitello est un lac de Haute-Corse situé dans la haute vallée de la Restonica, un affluent du fleuve côtier le Tavignano, à une dizaine de kilomètres de la ville de Corte. Le lac fait partie de la réserve naturelle du massif du Monte Rotondo.

## Géographie
Il est situé à proximité du lac de Melo, et d'ailleurs le circuit touristique permet de voir les deux lacs. Le parcours du Melo au Capitello demande moins d'une heure de grimpée mais le sentier est plus sportif que celui qui mène au Melo. C'est le point culminant du versant du bassin Punta alle Porte.
Le lac de Capitello est le quatrième lac naturel de montagne du fait de sa superficie (5,5 ha) et le premier pour la profondeur (profondeur maximale 42 m). Des carottages ont été effectués pour analyser sa composition. Entouré par des sommets culminant à 2 230 mètres, le lac est gelé plus de huit mois par an.

## Écologie
En haute saison, le lac reçoit la visite de 1 200 randonneurs, ce qui n'est pas sans poser des problèmes pour un milieu aussi sensible. Le site est depuis 1966 "Site classé" et l'on observe la présence de l'aigle royal et du gypaète barbu.

## Toponymes
Le lac prend son nom du sommet la Punta Capitello (2 245 m).

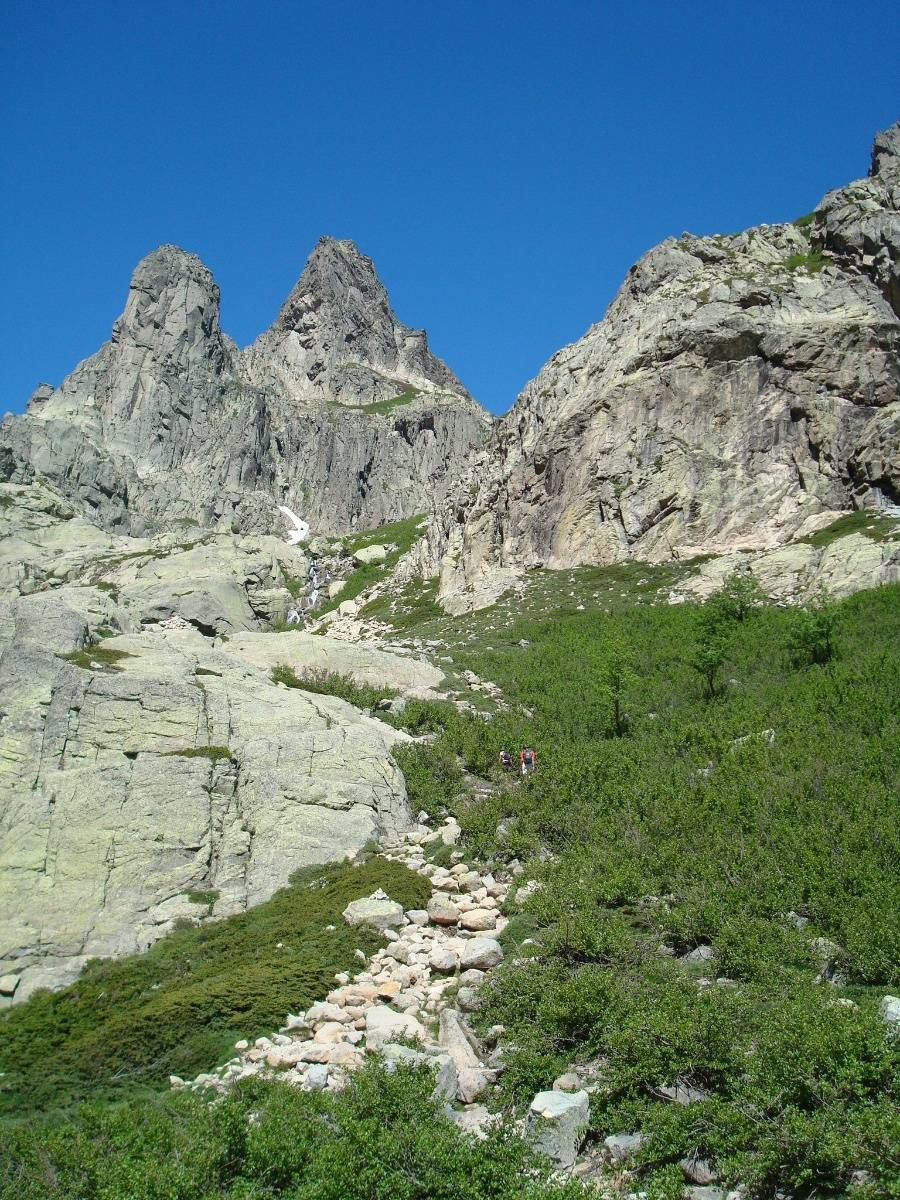
Grimpée entre le lac de Melo et le lac de Capitello
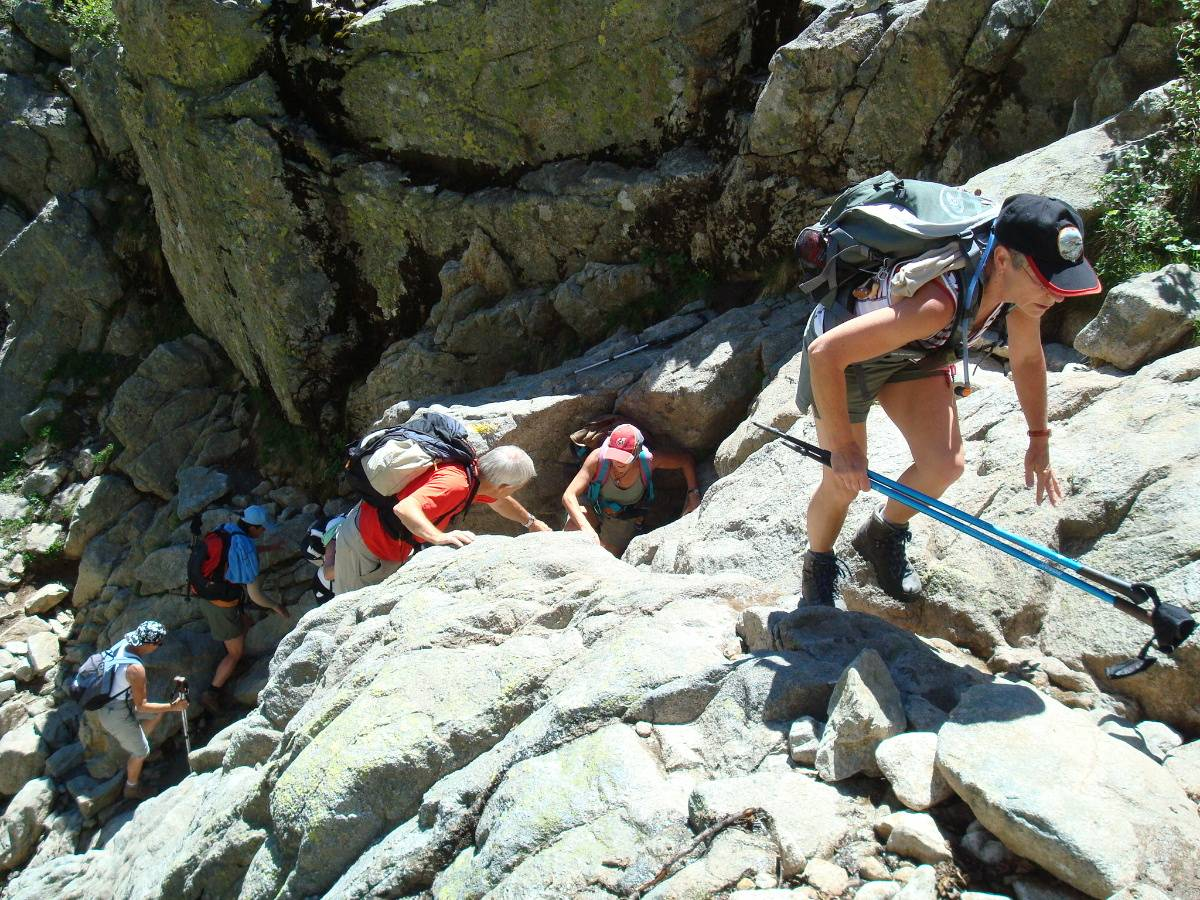
Autres difficultés entre le lac de Melo et le lac de Capitello
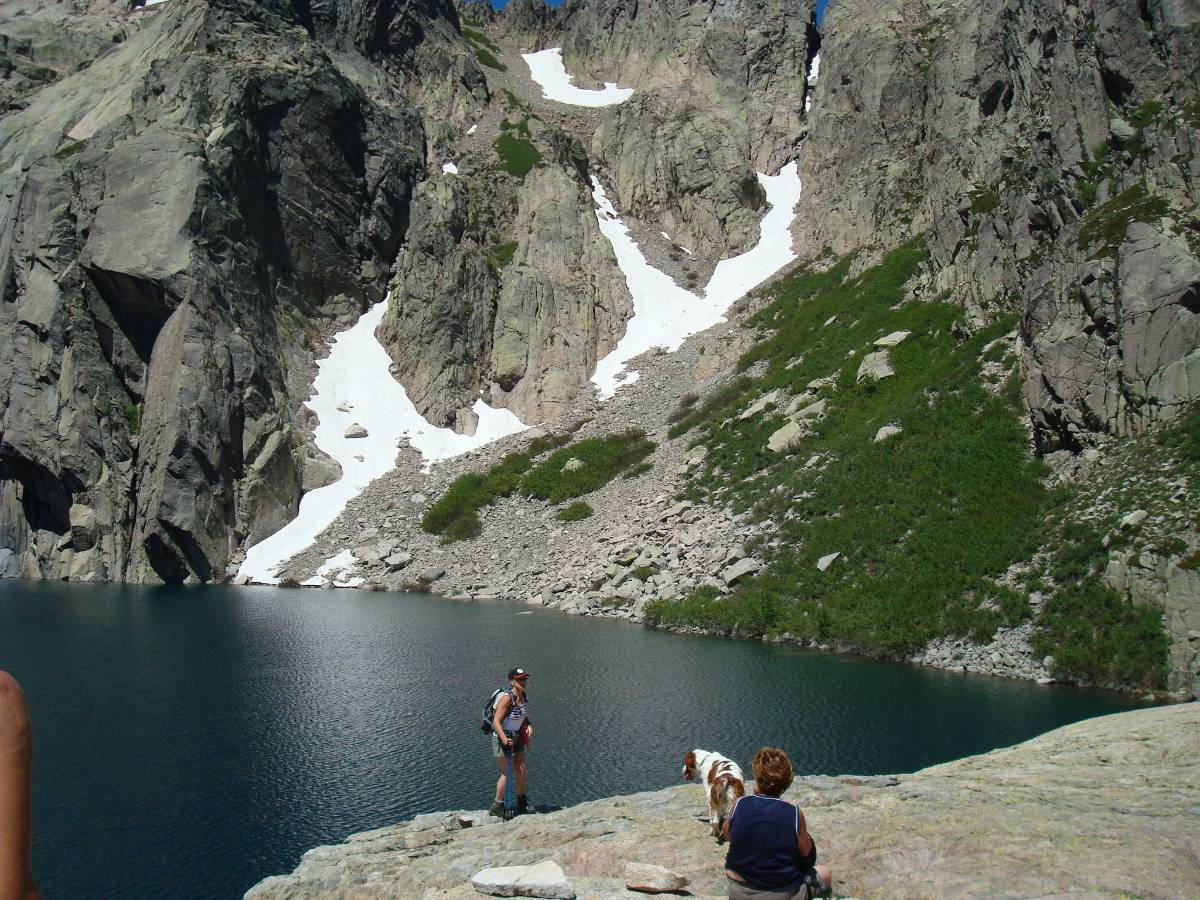
Le lac et les plaques de neige
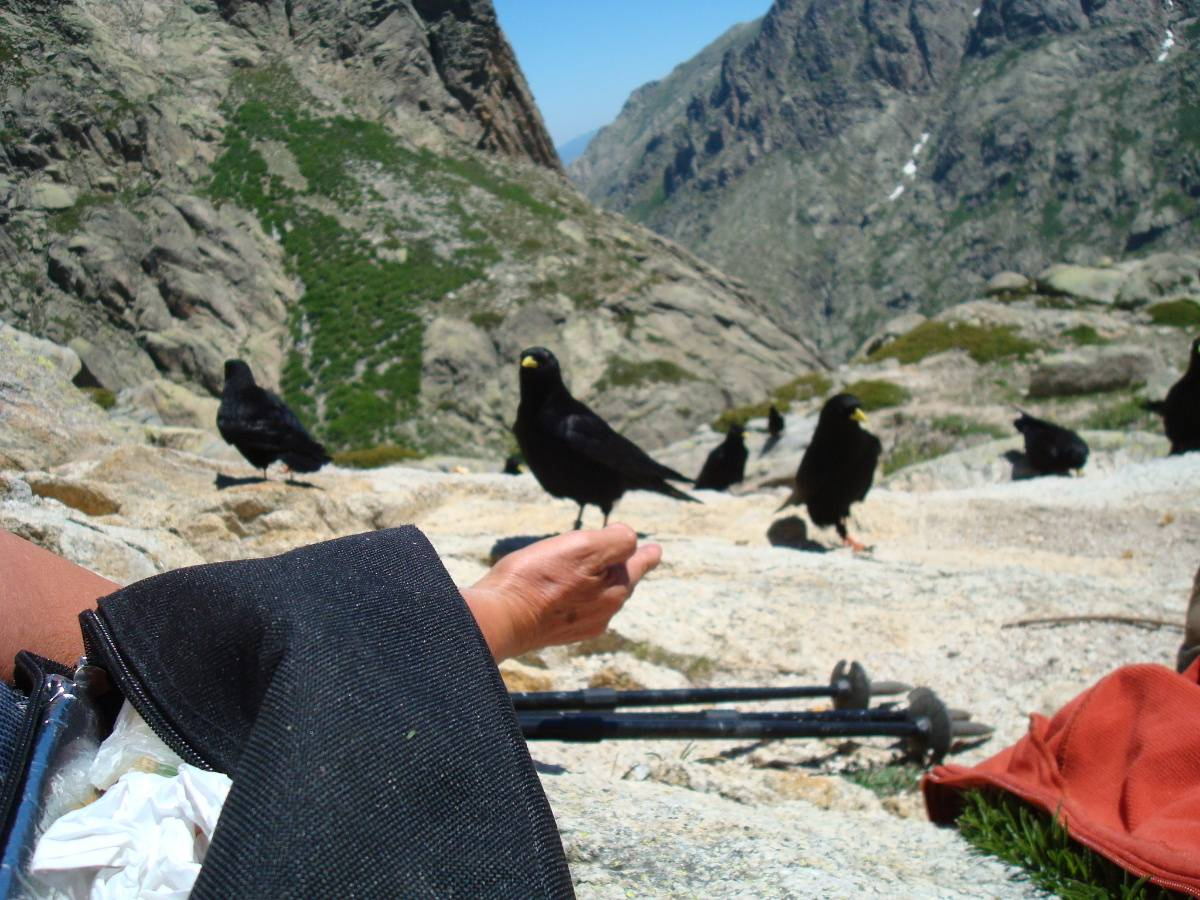
Oiseau en quête de nourriture
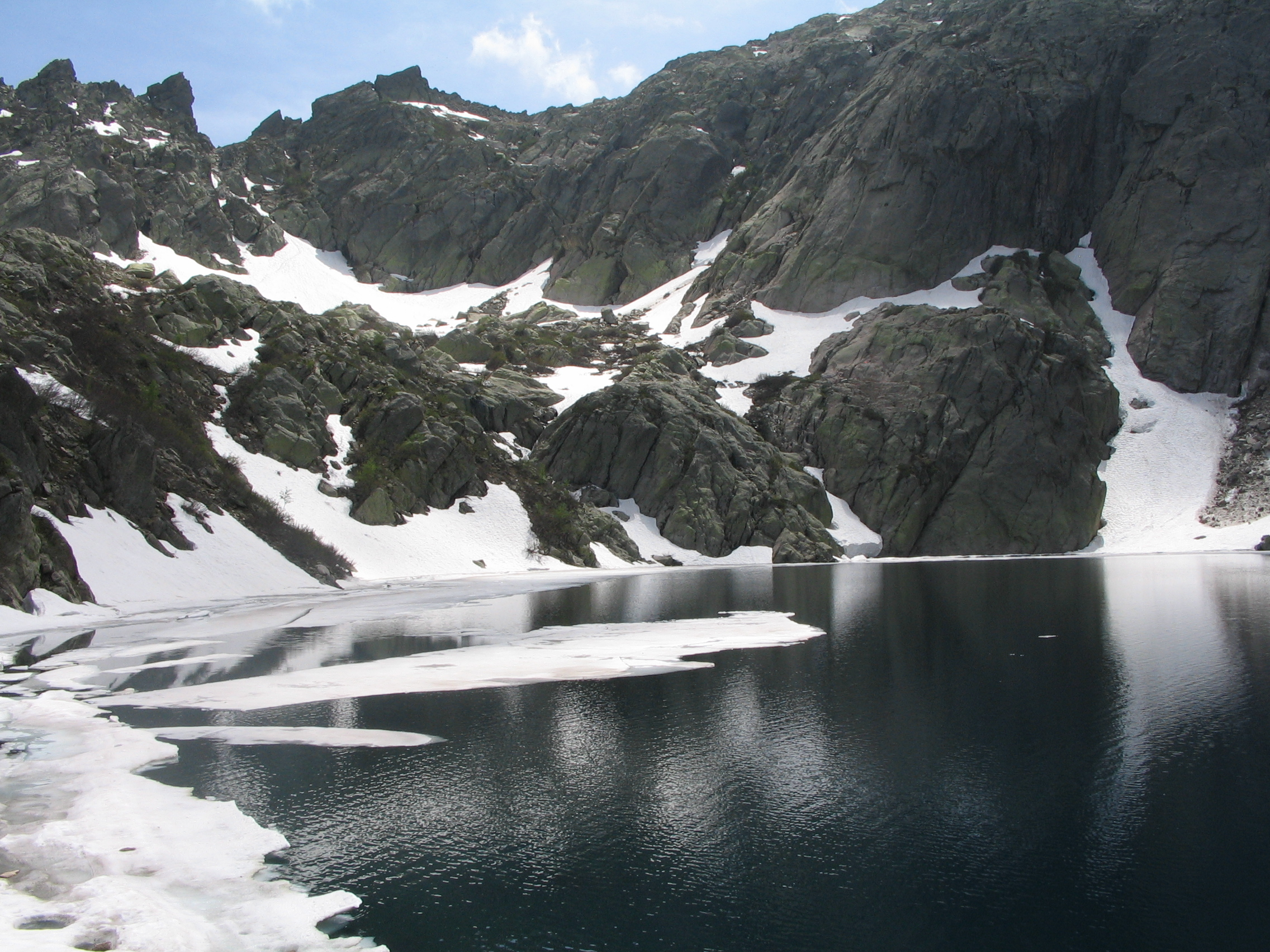
en hiver
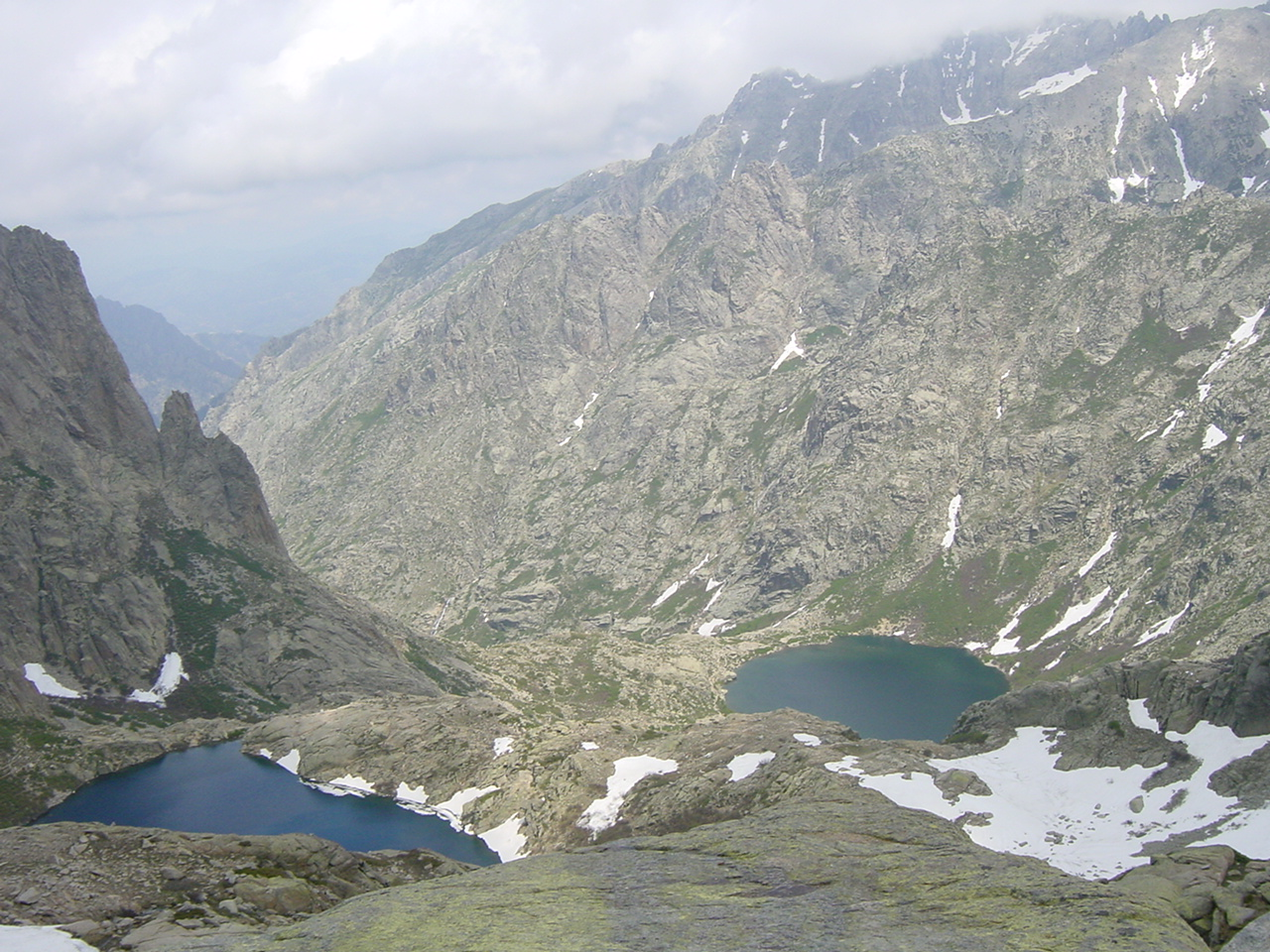
les deux lacs
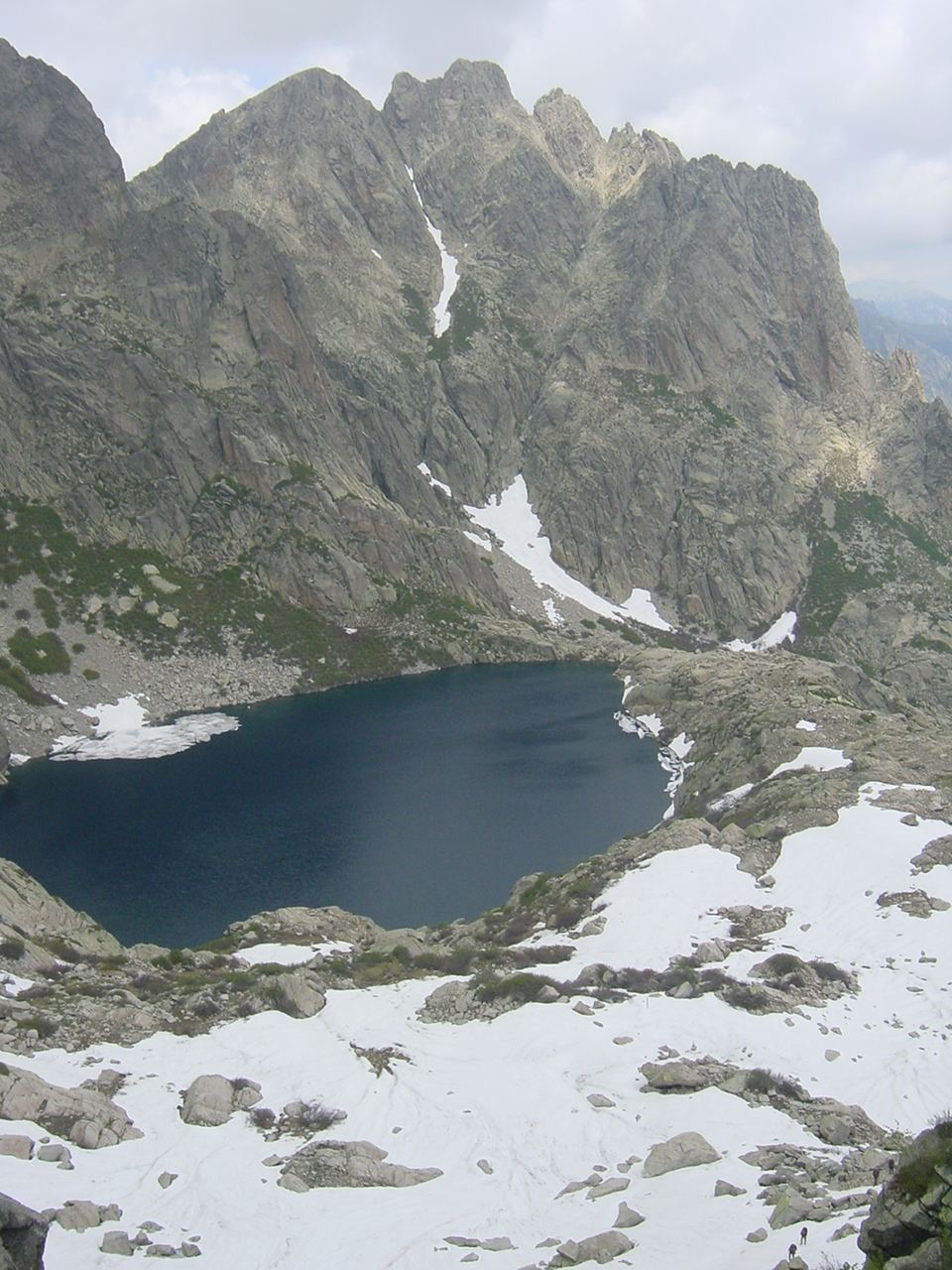
Lac de Capitello au mois de juin